# A Queda de Berlim (filme)
A Queda de Berlim (em russo:  Падение Берлина, transl. Padenie Berlina) é um filme de guerra soviético de 1950, e um clássico do realismo soviético. Dividido em duas partes, à maneira de uma série, ele foi dirigido por Mikheil Tchiaureli e lançado pelo estúdio Mosfilm. O roteiro foi escrito por Piotr Pavlenko, e a partitura musical composta por Dmítri Shostakóvitch. Ele foi estrelado por Mikheil Gelovani no papel de Josef Stalin.
Apesar de retratar a Segunda Guerra Mundial a partir do ponto de vista soviético, e ignorando em grande parte o papel dos demais Aliados no desfecho da guerra, a crítica contemporânea equiparou-o às produções britânicas e americanas da época, que em geral faziam o mesmo quanto ao papel soviético no conflito. À época de seu lançamento, ele foi recebido com críticas favoráveis na União Soviética, no Reino Unido e em outros países ocidentais. Por outro lado, a crítica contemporânea tende a sublinhar seu retrato altamente positivo do papel de Stalin na guerra, e nesse sentido ele pode ser considerado uma das mais importantes representações do culto da personalidade de Stalin.

## Enredo

### Parte 1
Alexei Ivanov, um tímido trabalhador de uma fábrica de aço, supera em muito sua cota de produção e é escolhido para receber a Ordem de Lenin e para ter uma entrevista pessoal com Josef Stalin. Alexei se apaixona pela professora Natasha, mas tem dificuldades em se aproximar dela. Quando ele conhece Stalin, que cuida de seu jardim, o líder o ajuda a entender suas emoções e diz a ele para recitar poesia para ela. Então, ambos têm um almoço com o resto da liderança soviética na casa de Stalin. Depois de voltar de Moscou, Alexei confessa seu amor a Natasha. Enquanto ambos caminham em um campo de trigo, sua cidade é atacada pelos alemães, que invadem a União Soviética.
Alexei perde a consciência e afunda em um coma. Quando ele acorda, ele é informado que Natasha está desaparecida e que os alemães estão diante de Moscou. Na capital, Stalin planeja a defesa da cidade, explicando a um abatido Gueorgui Júkov onde enviar suas tropas. Alexei se voluntaria para o Exército Vermelho, e participa do desfile na Praça Vermelha e na Batalha de Moscou. Em Berlim, Adolf Hitler, depois de receber as bênçãos de seus aliados - Turquia, Vaticano, Romênia e Japão - e observar uma longa coluna de trabalhadores escravos soviéticos, dentre os quais Natasha, fica furioso ao saber que Moscou não caiu. Ele demite Walther von Brauchitsch de seu posto e oferece o comando do exército a Gerd von Rundstedt, que o recusa, dizendo que Stalin é um grande capitão e a derrota da Alemanha é certa. Hitler ordena atacar Stalingrado. Enquanto isso, Hermann Göring negocia com o capitalista britânico Bedstone, que fornece à Alemanha materiais e equipamentos. Após a vitória soviética em Stalingrado, Vassili Chuikov diz a Ivanov que Stalin está sempre com o Exército Vermelho. O enredo salta para a Conferência de Ialta, em que Stalin e seus aliados ocidentais debatem o futuro da guerra.

### Parte 2
Stalin pergunta a seus generais quem tomará Berlim, eles ou os aliados ocidentais, e os generais respondem que eles vão capturar a cidade. O exército de Alexei avança em direção a Berlim, enquanto Hitler tem um colapso nervoso e exige que seus soldados lutem até o fim. Os alemães planejam executar os prisioneiros do campo de concentração em que Natasha está detida antes da chegada do Exército Vermelho, mas a unidade de Alexei liberta os prisioneiros antes que eles realizem seu plano. Natasha desmaia e Alexei não a encontra. Quanto mais perto os soviéticos chegam a Berlim, mais Hitler e a liderança alemã caem em desespero. Hitler ordena inundar as estações de metrô à medida que os soviéticos se aproximam, afogando milhares de civis. Ele então se casa com Eva Braun e comete suicídio. O General Hans Krebs leva a notícia da morte de Hitler ao Exército Vermelho, e implora por um cessar-fogo. Stalin ordena aceitar apenas uma rendição incondicional. Alexei é escolhido para levar o Estandarte da Vitória, ao lado de Mikhail Iegorov e Meliton Kantaria. Sua divisão assalta o Reichstag, e os três içam a bandeira no topo. Os alemães se rendem, e soldados do Exército Vermelho de toda a URSS comemoram a vitória. O avião de Stalin aterrissa em Berlim, e ele é recebido por uma multidão entusiasmada de pessoas de "todas as nações", segurando cartazes com sua foto e acenando bandeiras de várias nações. Stalin faz um discurso em que ele pede a paz mundial. De pé no meio da multidão, Alexei e Natasha se reconhecem e se reencontram. Natasha pede a Stalin para deixá-la beijá-lo na bochecha, e eles se abraçam enquanto prisioneiros elogiam Stalin em vários idiomas. O filme termina com Stalin desejando paz e felicidade.

## Elenco
- Mikheil Gelovani como Josef Stalin
- Boris Andreiev como Alexei Ivanov
- Marina Kovaliova como Natasha Rumiantseva
- Alexei Gribov como Kliment Voroshilov
- Nikolai Bogoliubov como Khmelnitski
- Tamara Nosova como Katia
- Ruben Simonov como Anastas Mikoyan
- Boris Livanov como Marechal Konstantin Rokossovsky
- Andrei Abrikosov como General Aleksei Antonov
- Jan Werich como Hermann Göring
- Veriko Anjaparidze como a mãe de Hans
- Georgi Tatishvili como Meliton Kantaria
- Dmitri Dubov como Mikhail Iegorov
- Fedor Blasevich como Marechal Gueorgui Jukov
- Nikolai Rizhov como Lazar Kaganovitch
- Gavriil Belov como Mikhail Kalinin
- Maxim Strauch como Vyacheslav Molotov
- Konstantin Bartashevich como General Vasili Sokolovski
- Sergei Blinnikov como Marechal Ivan Konev
- Vladimir Liubimov como Marechal Aleksandr Vasilevski
- Boris Tenin como General Vasili Chuikov
- Viktor Stanitsin como Winston Churchill
- Oleg Frelikh como Franklin Delano Roosevelt
- Leonid Pirogov como James F. Byrnes
- Vladimir Saveliev como Adolf Hitler
- Vladimir Kenigson como General Hans Krebs
- Nikolai Plotnikov como Marechal Walther von Brauchitsch
- Vladimir Pokrovski como General Alfred Jodl
- A. Poriakov como General Vasili Kuznetsov
- Michael Sidorkin como General Sergei Shtemenko
- Marie Nováková como Eva Braun
- N. Petrunkin como Joseph Goebbels
- V. Renin como Marechal Gerd von Rundstedt
- K. Gomola como Heinz Linge
- A. Urazaliev como Iusuf
- K. Roden como Charles Bedstone
- Ivan Soloviov como Johnson
- Iuri Timoshenko como Zaichenko
- Ievgenia Melnikova como Diretor
- Dmitri Pavlov como Tomashevich
- Sofia Giatzintova como Alexei's mother
- Willi Narloch como official das SS capturado por Alexei

## Produção

### Contexto
O culto à personalidade de Stalin, que começou a se manifestar já no final da década de 1930, foi marginalizado durante a Segunda Guerra Mundial. Para mobilizar a população contra o inimigo, os filmes soviéticos se concentravam em heróis históricos que defendiam a Rússia ou nos feitos do próprio povo russo. Stalin apareceu em apenas dois filmes durante a guerra. No entanto, com a vitória assegurada, Stalin reforçou seu controle sobre todos os aspectos da sociedade soviética, incluindo o cinema. Depois de 1945, seu culto retornou com maior intensidade do que nunca, e ele foi creditado como o único arquiteto da derrota da Alemanha. Denise J. Youngblood escreveu que, terminada a guerra, restaram apenas três tipos de heróis na URSS: "os mortos, os mutilados e Stalin".

### Início
Mikheil Tchiaureli, o diretor favorito de Stalin,
 e o escritor Piotr Pavlenko, já tinham colaborado na criação do filme cult de 1946 O Juramento. O ministro soviético do cinema, Ivan Bolshakov, instruiu os dois a trabalhar na Queda de Berlim logo após o lançamento de O Juramento, em julho de 1946. O filme foi concebido como um presente do estúdio Mosfilm para Stalin, em seu aniversário oficial de 70 anos em 21 de dezembro de 1949. A Queda deveria fazer parte de um ciclo de dez filmes sobre o papel do do vojd na Segunda Guerra Mundial, intitulado Dez Golpes de Stalin, nome esse com pouca relação com a série de campanhas soviéticas na Frente Oriental. O projeto foi apenas parcialmente realizado até a morte de Stalin.

### Desenvolvimento

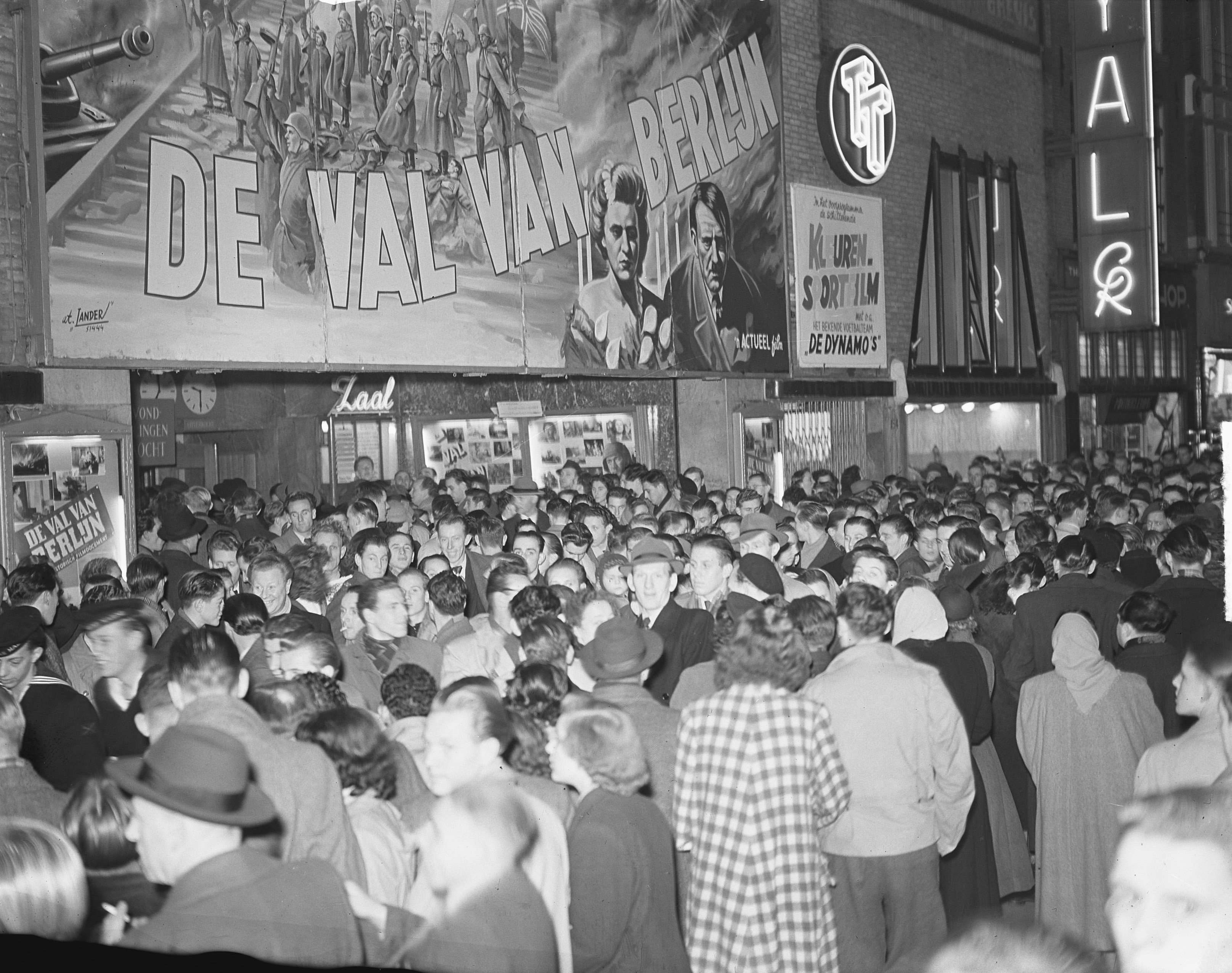
Multidão durante exibição do filme nos Países Baixos.

Tal como acontecia com todos os filmes em que era representado, Stalin teve um grande interesse no desenvolvimento de A Queda de Berlim. Ele interveio na escrita de Pavlenko, leu o manuscrito do roteiro e corrigiu vários erros gramaticais, e também excluiu uma pequena sequência durante a qual um civil alemão em Berlim exortou sua família a se apressar e fugir quando o Exército Vermelho se aproximasse. Sobre isso, o historiador alemão Lars Karl escreveu que Stalin buscava demonstrar que a população civil não tinha nada a temer dos soviéticos. O filme foi o primeiro longa-metragem sobre a Batalha de Berlim e os acontecimentos no bunker de Hitler, precedendo Der letzte Akt em cinco anos.
Edvard Radzinski afirmou que seu pai ouviu de Pavlenko que A Queda de Berlim deveria ser um filme sublime e associar Stalin com Jesus: ele termina "com uma apoteose: Stalin chega de avião... No traje branco de um anjo descendo das nuvens", e se revela aos humanos, que "glorificam o Messias em todas as línguas."
O historiador russo Alexander Prokhorov acredita que o filme foi influenciado por filmes de propaganda nazista. O autor John Riley afirma a cena em que Stalin chega de avião em Berlim (fictícia, pois Stalin nunca voou para a capital alemã, muito menos no dia da captura do Reichstag) foi modelada no desembarque de Hitler em Munique em Triunfo da Vontade, e que o final do filme foi inspirado em uma sequência similar do filme Kolberg. Segundo ele, a invasão do Reichstag parodiou o massacre na Escadaria de Potemkin, em O Encouraçado Potemkin , um gesto destinado a zombar de Sergei Eisenstein.
De acordo com as memórias de Svetlana Alliluyeva, Tchiaureli procurou seu pai com a ideia de incluir no filme o destino de seu filho, Iakov Djugashvili, na trama, mas Stalin indignou-se e prontamente a rejeitou.
 A filha do diretor, Sofiko Tchiaureli, contou que seu pai "sabia que estava a salvo" quando Stalin enxugou as lágrimas dos olhos ao ver Gelovani descer do avião e murmurar "Quem dera eu tivesse ido a Berlim".

### Filmagem
Para as filmagens, Tchiaureli levou cerca de 10 mil figurantes soviéticos para Berlim, e contratou muitos moradores locais para a sequência de enchentes dos túneis de metrô. Ele não pôde filmar no Reichstag, que estava localizado na Zona Britânica de Berlim Ocidental, e realizou a fotografia principalmente nos estúdios Babelsberg. No entanto, a maioria das cenas na capital alemã foram filmadas em cidades arruinadas na região do Báltico. Além disso, um modelo em escala de Berlim, com mais de um quilômetro quadrado de tamanho, foi construído nos estúdios da Mosfilm. Esse cenário foi criado para ambientar as cenas de combate urbano no final da Parte II.
O exército soviético forneceu cinco divisões, suas formações de artilharia de apoio, quatro batalhões de tanques, 193 aeronaves militares e 45 tanques alemães capturados, para recriar as batalhas de campo retratadas em A Queda de Berlim. Eles consumiram 1,5 milhão de litros de combustível durante as filmagens.
A Queda de Berlim foi um dos primeiros filmes coloridos feitos na União Soviética. Os produtores usaram bobinas Agfacolor, provenientes dos estúdios da UFA.

### Música
A trilha sonora foi encomendada ao compositor Dmitri Shostakovich. Segundo Vano Muradeli, sua contribuição para A Queda de Berlim e outros filmes stalinistas foi a única coisa que o salvou da perseguição do establishment. Para Riley, a trilha sonora do filme, junto com Canção das Florestas, "foi o mais próximo que Shostakhovich chegou de elogiar abertamente Stalin". Uma outra música usada em A Queda de Berlim foi a marcha nupcial de Felix Mendelssohn, ouvida durante a cena em que Hitler se casa com Eva Braun. Essa marcha composta por um judeu na realidade estava proibida na Alemanha nazista. De acordo com Riley, não está claro se Tchiaureli pretendia zombar dos nazistas retratando-os como incapazes de reconhecer um item que eles mesmos proibiram, ou simplesmente ignorou a proibição.

## Recepção

### Crítica contemporânea
A Queda de Berlim foi lançado um mês após o aniversário de Stalin em 21 de janeiro de 1950, e durante o vigésimo sexto aniversário da morte de Vladimir Lenin. Na URSS, ele foi assistido por 38,4 milhões de telespectadores, tornando-se o terceiro filme soviético mais popular de 1950. Por seu trabalho, receberam o Prêmio Stalin de 1ª Classe o diretor Mikheil Tchiaureli, o escritor Piotr Pavlenko, o diretor de fotografia Leonid Kosmatov, o compositor Dmitri Shostakovich e os atores Mikheil Gelovani, Boris Andreiev e Vladimir Kenigson. Na Checoslováquia, o filme também ganhou o Globo de Cristal no 5º Festival Internacional de Cinema de Karlovy Vary.
O filme foi entusiasticamente promovida pela imprensa soviética. No dia do lançamento do filme, a Literaturnaia Gazeta publicou uma coluna de Aleksandr Stein na qual o filme é descrito como "maravilhoso ... um retrato fiel das relações entre o povo e o líder ... e o amor de todas as pessoas por Stalin." Um dia depois, Vsevolod Pudovkin escreveu em Arte Soviética que "este é um trabalho notável do cinema soviético" que apresentou "em profundidade e em larga escala ... uma representação ousada e criativa do assunto ... uma demonstração viva do dinâmico gênero do realismo socialista". Um pouco depois, uma série de artigos no Pravda elogiou o filme como uma representação autêntica da história.
A reação pública ao filme foi monitorada pelo governo. Em um memorando para Mikhail Suslov de 11 de março de 1950, dois funcionários do Departamento de Propaganda do Partido Comunista informaram que o jornal Arte e Vida recebia numerosas cartas de telespectadores, que, apesar de geralmente aprovarem o filme, criticavam vários aspectos da trama. Muitos deles citavam a conduta infantil de Ivanov como indigna de um estacanovita. O tenente-coronel Ievgeni Chernonog, um veterano de guerra, assistiu a A queda de Berlim enquanto estava inebriado, e comentou em voz alta: "E de onde veio esse anjo? Nós não o vimos lá". Ele foi preso e condenado a oito anos em um Gulag.
O establishment político da Alemanha Oriental também promoveu o filme. Ele foi oficialmente classificado como documentário, e parte dos militares foi obrigada a assisti-lo. No entanto, A Queda de Berlim foi recebido com pouco entusiasmo pela população. Anos mais tarde, em um artigo que escreveu para a revista Deutsche Filmkunst em 30 de outubro de 1959, Sigfried Silbermann, então diretor da distribuidora estadual Progress Film, atribuiu essa resposta aos muitos anos de propaganda anti-soviética pelo governo alemão anteriormente à guerra.
O crítico francês Georges Sadoul escreveu em Les Lettres Françaises que "na URSS, os filmes não são mais uma mercadoria [...]. Eles se tornaram um meio de espalhar ideologia e são produzidos por engenheiros da alma humana [...]. Algumas estétas hoje defendem o cinema noir americano, mas no futuro apenas especialistas estarão interessados nesses museus de horror, os restos de uma época morta. [...]. Enquanto isso, a maioria das pessoas vai aplaudir A Queda de Berlim." Na França, o filme vendeu 815.116 ingressos.
Quando o filme foi importado para a Grã-Bretanha pela Society for Cultural Relations with the USSR em 1952, a British Board of Film Classification considerou proibi-lo, especialmente porque ele retratava negativamente o primeiro-ministro britânico Winston Churchill. Exibições privadas do filme foram realizadas para membros do Parlamento, em Westminster, e para o primeiro-ministro, em sua residência em Chartwell. Churchill escreveu ao historiador Hugh Trevor-Roper em maio daquele ano, perguntando sobre a veracidade da inundação subterrânea de Berlim por Hitler, e este último respondeu que esse era apenas um mito. Depois que o Ministério das Relações Exteriores britânico concluiu que o filme era "muito unilateral para servir como uma propaganda comunista eficaz", ele foi lançado sem cortes mas com um longo aviso que enfatizava "as vantagens de viver na livre sociedade britânica" e que os roteiristas soviéticos haviam ignorado completamente o papel dos Aliados ocidentais na guerra. A Queda de Berlim tornou-se o mais bem-sucedido filme estrangeiro sobre a Segunda Guerra Mundial exibido no Reino Unido durante as décadas de 1940 e 1950. Tony Shaw observou que "The Fall of Berlin" recebeu críticas positivas durante suas seis semanas de exibições em Londres e durante suas exibições subsequentes pelo resto do país, embora alguns também tenham comentado que seu conteúdo propagandista era exagerado. Os críticos do The Sunday Times e do Evening Standard opinaram que a remoção da contribuição anglo-americana para a vitória, no filme, era semelhante ao tratamento recebido pelo Exército Vermelho nas produções ocidentais sobre a guerra.
O filme foi um dos poucos em língua estrangeira a serem apresentados no programa Current Release da BBC. O ex-correspondente de guerra Matthew Halton foi convidado a comenta-lo. A revista americana Variety descreveu-a como "A resposta russa aos muitos filmes americanos e britânicos sobre a guerra [...] com algum significado contemporâneo, à luz das tensões entre o Ocidente e a União Soviética". O crítico do New York Times o apelidou de "mistura ensurdecedora de pompa histórica e pensamento positivo [...] dirigido como se a vida dele [Tchiaureli] dependesse disso" e que o filme tinha um "enredo ao estilo de Hollywood". Ele também criticou a falta de veracidade da cena da Conferência de Ialta, ao passo que o crítico John Howard Lawson elogiou a mesma cena como sendo representação autêntica dos eventos. Nos Estados Unidos, segundo o distribuidor do filme no país, Artkino, mais de 1,2 milhão de assistiram ao filme nos primeiros dias após seu lançamento.

### Desestalinização
A morte de Stalin, em março de 1953, marcou uma virada na política do bloco oriental. Depois que Lavrenti Beria foi preso, Tchiaureli foi instruído pelos novos governantes a deixar Moscou e A Queda de Berlim foi retirado de circulação. Uma diretriz para interromper sua exibição, emitida pelo Departamento de Exportação Cinematográfica da União Soviética, chegou à Alemanha Oriental em julho do mesmo ano. Durante o verão de 1953, a cena de Alexei Ivanov jantando com Stalin e outros líderes soviéticos foi retirada de todas as cópias disponíveis. O autor Richard Taylor atribuiu isso à presença de Beria na cena. Na versão pós-1953, Ivanov é apresentado a Stalin e é mostrado passeando com Natasha em um campo de trigo.
Em 25 de fevereiro de 1956 Nikita Khrushchov proferiu um discurso condenando o culto à personalidade de Stalin, durante o XX Congresso do Partido Comunista da União Soviética. Nesse discurso, ele menciona o filme:
"Vamos nos lembrar do filme A Queda de Berlim. Nele, apenas Stalin trabalha. Ele emite ordens em um salão em que há muitas cadeiras vazias. Apenas um homem se aproxima dele para lhe dizer algo [...]. E onde está o comando militar? Onde está o politburo? Onde está o governo? O que eles estão fazendo e com o que estão ocupados? Não há nada sobre eles no filme. Stalin age para todos, ele não conta com ninguém. Ele não pede conselhos a ninguém. Tudo é mostrado para as pessoas nessa falsa luz. Por quê? Cercar Stalin com glória - contrariando os fatos e contrariando a verdade histórica".
Após o discurso, o filme foi banido e todas as suas cópias foram colocadas em arquivos. No entanto, ele continuou a ser exibido na República Popular da China, cuja liderança se opôs às críticas a Stalin por Khrushchov. Manifestantes pró-stalinistas das manifestações georgianas de março de 1956 incluíram a exibições do filme em sua lista de demandas.

### Análise crítica
Para o historiador Nikolas Hüllbusch A Queda de Berlim é uma representação do poder político de Stalin. Ele o comparou ao primeiro filme de ficção a incluir Stalin, Lenin em 1918, que mostra Stalin como o mais devoto discípulo de Vladimir Lenin, e com O Juramento, em que ele é escolhido como herdeiro de Lenin e jura manter o seu legado. Como em A Queda de Berlim Lenin não tem impacto sobre o enredo, em vez de legitimado como sucessor do fundador do Estado soviético Stalin é legitimado por liderar a URSS durante a guerra.
Denise Youngblood escreveu que, embora não seja o primeiro a retratar Stalin como "herói de guerra em chefe", A Queda de Berlim o elevou a um novo status: "ele deificou Stalin". Richard Taylor destacou que o primeiro-ministro era o único tomador de decisões na trama, o único responsável pela vitória sobre a Alemanha, e todos os outros personagens eram subservientes ou antagônicos. A calma estoica de Stalin foi enfatizada por contrastar deliberadamente com a raiva histérica de Hitler, ou com a lenta inteligência de Gueorgui Júkov, retratado de acordo com seu status político no final dos anos 1940, depois de ter sido marginalizado por Stalin: Júkov não estava nem mesmo entre os generais que receberam Stalin em Berlim. Além disso, a maioria dos personagens, de Natasha a Gerd von Rundstedt, o elogia como um grande líder. A autora Katerina Clark percebeu que Stalin, além de sua função de grande capitão, era o facilitador do relacionamento romântico: antes de conhecê-lo, Alexei era incapaz de expressar seu amor por Natasha. Para Slavoj Žižek, o líder soviético fez o papel do "mago e casamenteiro que sabiamente leva o casal à união". O personagem de Alexei não foi concebido para ser visto como um indivíduo, mas sim como um símbolo de todo o povo soviético: ele foi retratado como um trabalhador arquetípico, e sua data de nascimento no filme é 25 de outubro de 1917, o dia da Revolução de Outubro no Calendário Juliano.
O filme também fez muitas referências à situação política na Europa. A Turquia, que era um país neutro durante a guerra mas um rival da União Soviética na Guerra Fria, foi retratada como se fosse um Estado aliado ao Eixo. As simpatias nazistas do embaixador do Vaticano, Cesare Orsenigo, embora reais também foram enfatizadas no filme. Churchill, visto como um inimigo após seu discurso de Fulton em 1946, foi retratado de maneira altamente negativa.
Para alguns críticos, A Queda de Berlimé a epítome do culto à personalidade de Stalin no cinema. Denise Youngblood escreveu que "era impossível ir mais longe" na "veneração" de Stalin", r Philip Boobbyer afirmou que o culto atingiu "proporções extraordinárias" com o seu lançamento. Lars Karl opinou que "estava acima de qualquer outra parte do culto", e Slavoj Žižek considerou-o como o "caso supremo da epopeia stalinista". Nikolas Hüllbusch comentou que o filme foi o "apogeu" da representação do "alter-ego" de Stalin no cinema, e para Richard Taylor ele pode ser considerado "a apoteose do culto de Stalin por Stalin".

### Restauração
Em 1991 A Queda de Berlim teve sua primeira exibição pública em trinta e cinco anos, durante o 48º Festival Internacional de Cinema de Veneza.
Em 1993, o diretor sérvio Dušan Makavejev incluiu imagens do filme em seu filme Gorilla Bathes at Noon.
Em 2003, o filme foi remasterizado por uma empresa de Toulouse, na França. Em 2007, ele foi relançado pelo grupo norte-americano International Historical Films. Nenhuma dessas versões contém a cena de Beria, embora existam antigas cópias intactas do filme.